# Saint-Amans-de-Pellagal
Saint-Amans-de-Pellagal – miejscowość i gmina we Francji, w regionie Oksytania, w departamencie Tarn i Garonna.
Według danych na rok 1990 gminę zamieszkiwały 224 osoby, a gęstość zaludnienia wynosiła 15 osób/km² (wśród 3020 gmin regionu Midi-Pireneje Saint-Amans-de-Pellagal plasuje się na 839. miejscu pod względem liczby ludności, natomiast pod względem powierzchni na miejscu 770.).